# Verwaltungsgebäude der Firma Merck
Das Verwaltungsgebäude der Firma Merck ist ein Bauwerk in Darmstadt.

## Architektur und Geschichte
Das große, dreigeschossige Verwaltungsgebäude der Firma Merck wurde nach Plänen des Architekten und TH-Professors Heinrich Walbe in mehreren Bauabschnitten zwischen 1912 und 1920 erbaut.
Stilistisch gehört das massiv wirkende Bauwerk mit seinem ausgebauten steilen Mansarddach noch in die Epoche traditionalistischer Architektur der Zeit vor dem Ersten Weltkrieg.
Zu den bemerkenswerten Details des Bauwerks gehört der Eingang, der durch einen Giebel hervorgehoben und mit aufwendigem Fassadenschmuck dekoriert ist.

## Denkmalschutz
Aus architektonischen und ortsgeschichtlichen Gründen ist das Bauwerk ein Kulturdenkmal.